# Teleimpressor
Teleimpressor é um aparelho telegráfico que permite a impressão da mensagem recebida em caracteres de imprensa, por meio de teclado semelhante ao da máquina de escrever.
Os Teleimpressores são máquinas electromecânicas muito robustas, que foram utilizadas para Transmitir / Receber informações em texto (Mensagens), ponto a ponto ou entre dois terminais de uma rede de Comutação de Telex, ligados por um par de fios. Os Teleimpressores, na sua maioria, funcionavam com o código Baudot de 5 bit, o que limitou os Caracteres disponíveis a apenas 32 códigos.
Normalmente o Teleimpressor é composto por um Teclado, um Transmissor, um Receptor e uma Impressora. No entanto, existem outros equipados também com um Perfurador e um Leitor de Fitas.
Aqui temos um exemplo do Teleimpressor, o Teleimpressor T100S da SIEMENS, com duas Formas de Operação: MODO LOCAL e MODO REMOTO (TELETIPO).
No MODO LOCAL, funciona como uma Simples Máquina de Escrever. Para além da função de escrever numa folha de papel, também pode Perfurar, ao mesmo tempo, uma Fita de Papel com uma Mensagem, Figura 2. O Teleimpressor pode, ainda, funcionar como um Leitor de Fita. Inserindo uma Fita de Papel Perfurada no Teleimpressor, este Lê a Fita Perfurada e Imprime também a Mensagem em caracteres alfanuméricos, Figura 3.
No MODO REMOTO (TELETIPO), funciona praticamente como no Modo Local, somente com uma pequena diferença. Pode Imprimir e Enviar, em Tempo Real, a Mensagem que está a ser Escrita ou Enviar uma Mensagem previamente Perfurada numa Fita de Papel para Outro Teleimpressor (Remoto).
Este aparelho foi extensivamente utilizado no passado devido aos procedimentos de operação telegráfica serem simples e permitir um controlo conveniente. Os Teleimpressores foram muito utilizados em Macau, entre os anos 60 e 80. Mais tarde foram substituídos pelos aparelhos de Telecópia (Telefax).